# ギャヴィン・マホン
ギャヴィン・マホン（英語: Gavin Mahon、1977年1月2日）は、イングランド、ウェストミッドランズ、バーミンガム出身の元サッカー選手。ポジションはDF。

## 所属クラブ
- ウルヴァーハンプトン・ワンダラーズFC 1995-1996
- ヘレフォード・ユナイテッドFC 1996-1998
- ブレントフォードFC 1998-2002
- ワトフォードFC 2002-2008

→  クイーンズ・パーク・レンジャーズFC 2008
- クイーンズ・パーク・レンジャーズFC 2008-2011

→  クリスタル・パレスFC 2011
- ノッツ・カウンティFC 2011-2013

→  スティヴネイジFC 2013
- ポーツマスFC 2013
- タムワースFC 2013-2014

## 出場記録
- 1995/1996 ウルヴァーハンプトン・ワンダラーズFC

出場なし
- 1996/1997 ヘレフォード・ユナイテッドFC

リーグ戦 10試合出場1ゴール
FAカップ 4試合出場
- 1997/1998 ヘレフォード・ユナイテッドFC

リーグ戦 9試合出場
FAカップ 4試合出場
- 1998/1999 ヘレフォード・ユナイテッドFC

リーグ戦 29試合出場7ゴール
- 1998/1999 ブレントフォードFC

リーグ戦 29試合出場4ゴール
- 1999/2000 ブレントフォードFC

リーグ戦 37試合出場3ゴール
FAカップ 2試合出場
リーグカップ 2試合出場
- 2000/2001 ブレントフォードFC

リーグ戦 40試合出場1ゴール
FAカップ 1試合出場
リーグカップ 4試合出場
- 2001/2002 ブレントフォードFC

リーグ戦 34試合出場1ゴール
FAカップ 2試合出場
リーグカップ 2試合出場
- 2001/2002 ワトフォードFC

リーグ戦 6試合出場
- 2002/2003 ワトフォードFC

リーグ戦 13試合出場5ゴール
FAカップ 4試合出場1ゴール
- 2003/2004 ワトフォードFC

リーグ戦 32試合1ゴール
FAカップ 2試合出場
リーグカップ 2試合出場
- 2004/2005 ワトフォードFC

リーグ戦 42試合出場1ゴール
FAカップ 2試合出場
リーグカップ 6試合出場
- 2005/2006 ワトフォードFC

リーグ戦 38試合出場3ゴール
FAカップ 1試合出場
リーグカップ 1試合出場
- 2006/2007 ワトフォードFC

リーグ戦 33試合出場1ゴール
FAカップ 1試合出場
リーグカップ 1試合出場
- 2007/2008 ワトフォードFC

リーグ戦 19試合出場
- 2007/2008 クイーンズ・パーク・レンジャーズFC

リーグ戦 11試合5ゴール
FAカップ 1試合出場
- 2008/2009 クイーンズ・パーク・レンジャーズFC

リーグ戦 29試合2ゴール
FAカップ 2試合出場
リーグカップ 3試合出場
- 2009/2010 クイーンズ・パーク・レンジャーズFC

リーグ戦 5試合1ゴール
リーグカップ 1試合出場